# Barrio San Juan (Guadalajara)
El Barrio de San Juan, conocido  como San Juan de Dios, es un barrio de la ciudad mexicana de Guadalajara, capital del estado de Jalisco. Es el más antiguo de ella ya que data del siglo XVI, en tiempos de la fundación de dicha ciudad. Originalmente se ubicaba junto al Río San Juan de Dios. Actualmente algunos de los edificios más importantes y arquitectónicamente más valiosos de Guadalajara se encuentran en él como el Hospicio Cabañas, así como también lugares tradicionales como el Mercado Libertad y la Plaza de los Mariachis.

## Órigenes
La ciudad de Guadalajara fue fundada en el Valle de Atemajac, rodeada por el  Río San Juan de Dios, que con sus cauces y ramificaciones llegó a enmarcarla. El Barrio de San Juan de Dios nació debido a que en las orillas de dicho afluente se construyeron cuatro molinos de trigo que abastecían de dicho alimento a la ciudad finalizando el siglo XVI. Estos molinos fueron propiedad de Juan de Zaldívar - quien tuviera como propiedad el primero de ellos-, Nuño Beltrán de Guzmán, Cristóbal de Oñate, Diego Vázquez, Juan Michel, como entre otros.
Así, el Barrio de San Juan de Dios, fue también la primera zona industrial y agrícola, ya que toda la banda oriental del río fue dividida en grandes solares, que los primeros pobladores españoles transformaron en huertas. Actualmente el  Río San Juan de Dios se encuentra entubado y corre por encima de él, la Calzada Independencia, una de las principales avenidas de Guadalajara que conecta este barrio con Plaza Tapatía y con el Parque Morelos.

## Edificaciones significativas
En este barrio, al pie donde antes estaba el río San Juan de Dios, se encuentra una capilla o ermita llamada de la Santa Veracruz, así como una cofradía de nombre Sangre de Cristo y Santa Veracruz erigida  en 1551 por el primer obispo de la Nueva Galicia, Pedro Gómez Maraver.
También, en este barrio se puso en servicio también el primer hospital en 1557 que fuera atendido hasta  el 11 de julio de 1606 por los religiosos de San Juan de Dios. De acuerdo a registros, el hospital tenía una sala de treinta varas de largo por seis de ancho, en ella cabían dieciséis camas a finales del siglo XVI.
En mayo de 1726, según distintos historiadores, se levantó el templo Santa Veracruz tal y como se conoce hoy en día. Los juaninos permanecieron en el templo y en el hospital hasta 1820, año en que el rey de España suprimió la Orden. Durante la guerra de los Tres Años, fue utilizado el convento como cuartel y al ser abierta la actual calle Javier Mina, desapareció la mayor parte del convento, quedando en pie solamente el ala derecha del viejo claustro que conserva una labrada arquería sobre anchas columnas.
Una de las edificaciones importantes, tanto de la ciudad, como del barrio de San Juan de Dios es el Hospicio Cabañas, construido en 1805 y fuera llamada la Casa de la Misericordia. Este edificio fue utilizado como cuartel y fuerte en la guerra de la  Independencia de México y posteriormente como hospicio (orfanato) para niños huérfanos. Actualmente reside el Instituto Cultural Cabañas.
Este barrio ha sido objeto de muchas transformaciones, puesto que para el año de 1888, se construyó ya en forma el primer Mercado San Juan de Dios  y en 1925, se tiró el viejo mercado, se levantó uno nuevo y también se entubó el  Río San Juan de Dios. En la década de 1950, se tiró de nuevo el mercado y erigió el actual Mercado, llamado  Mercado Libertad. Cabe señalar que en este barrio residiera la primera Plaza de Toros "El Progreso".

Un punto de atracción turístico es la "Plaza Pepe Guizar", llamada popularmente como "Plaza de los Mariachis", que se encuentra a un costado de la iglesia de San Juan de Dios y fue construida en 1963.

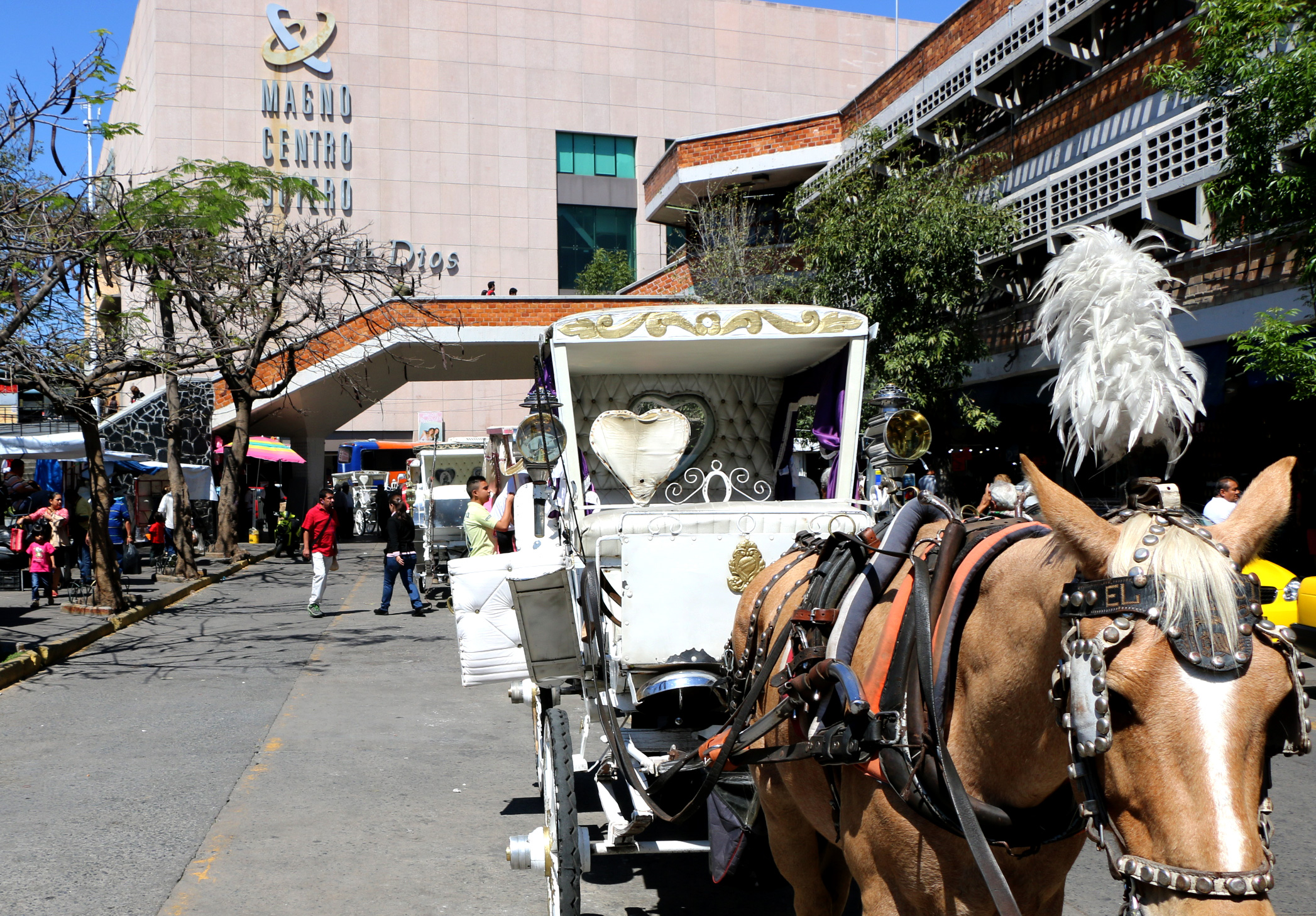
Mercado Libertad y Centro Joyero.
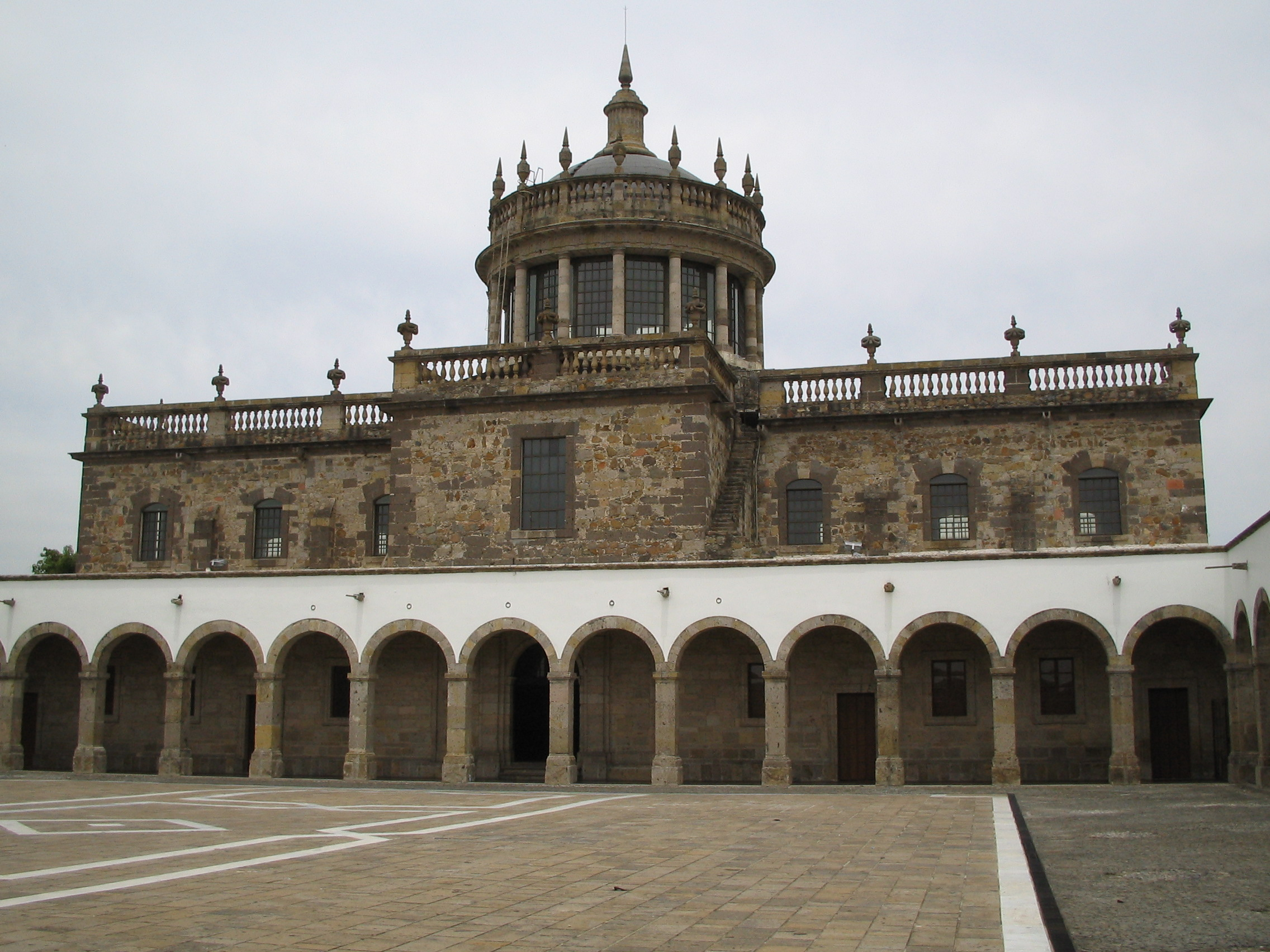
Hospicio Cabañas.